# اردوی اسلام قفقاز

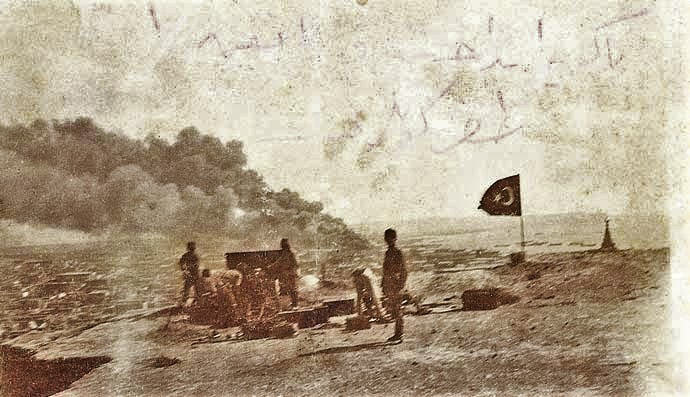
توپخانه عثمانی در حال گلوله‌باران باکو.

اردوی اسلام، یک یگان نظامی بود که به دستور وزیر جنگ عثمانی، انور پاشا (۱۸۸۱–۱۹۲۲) و بنا بر آرمان باز استقرار توران تأسیس شد. برخلاف بقیه سپاه تحت سلطه ترک‌های عثمانی که تعداد زیادی از افسران آلمانی که در آن حضور داشته و در عمل، بسیاری از امور را حل و فصل می‌کردند، این یگان به‌طور کامل از مسلمانان، که اکثر آن‌ها ترک بودند تشکیل شده‌بود. استعداد نفرات این یگان بین ۱۴ تا ۲۵ هزار نفر بود. هدف از تشکیل این واحد نظامی رسیدن به چاه‌های نفت باکو و خطوط راه‌آهن باکو-تفلیس بود.
در این یگان عمداً از حضور افسران آلمانی جلوگیری شد. در پایان سال ۱۹۱۷، با فروپاشی امپراتوری روسیه، انور پاشا به این نتیجه رسیده‌بود که آلمانی‌ها و ترکان دیگر اهداف مشترکی ندارند. شرایطی که برای پیمان برست-لیتوفسک گذارده شد و بسیار به منفعت آلمانی‌ها تمام می‌شد نیز این احساس را تقویت کرد. منظور این بود که اردوی اسلام تنها گوش به فرمان انور پاشا باشد و به فرمان‌های آلمانی‌ها توجهی نکند.
این قشون توانست به علت نبود نیروهای روسی در قفقاز به علت انقلاب روسیه و وقوع جنگ داخلی روسیه، کمابیش در منطقه قفقاز به راحتی پیروی کند.
انگلیسی‌ها در جواب یک واحد کوچک نظامی را تحت فرماندهی ژنرال لیونل چارلز دانسترویل به باکو فرستادند که ۴ اوت سال ۱۹۱۸ وارد این شهر شد. یک ماه بعد این گروه انگلیسی که با قشون بزرگ‌تر عثمانی روبه‌رو بود عقب‌نشینی کرد. آتش‌بس موقت ۳۰ اکتبر سال ۱۹۱۸ که به پایان جنگ انجامید، سقوط سیاسی انور پاشا را به دنبال داشت و در پی این سقوط اردوی اسلام نیز به سرعت از هم پاشید.